# Klątwa (film 1987)
Klątwa – film z roku 1987 w reżyserii Davida Keitha, oparty na powieści Howarda Phillipsa Lovecrafta pt. Kolor z przestworzy.

## Fabuła
Na ziemię, należącą do farmera Nathana Crane’a, spada meteoryt, który w niewytłumaczalny sposób kurczy się i ostatecznie znika. W tym czasie miejscowy przedsiębiorca Charlie Davidson próbuje sprzedać ziemię korporacji państwowej, która planuje wybudować zbiornik wodny. 
Rośliny na farmie Nathana zaczynają mutować i okazują się niejadalne. Zwierzęta stają się agresywne i atakują ludzi. Pierwszą ofiarą spośród ludzi staje się żona Nathana, która postradała zmysły. Miejscowy lekarz Alan Forbes przekazuje do badań próbkę wody ze studni na ziemi farmera, znajdują w niej nieznaną nauce substancję. W tym czasie religijny farmer szuka wytłumaczenia dziwnych zjawisk w proroctwach biblijnych. 
Wkrótce Nathan Crane i jego syn Cyrus także ulegają mutacji i zaczynają terroryzować ludzi, odwiedzających farmę, oraz pozostałe dzieci - syna Zacka i córkę Alice. Charlie Davidson zostaje zabity przez zmutowaną żonę farmera. Carl Willis, przedstawiciel władz stanowych, pomaga Zackowi i Alice uciec; dom się zawala i reszta rodziny Crane'ów ginie pod jego gruzami. Willis próbuje ostrzec mieszkańców stanu o niebezpieczeństwie, ale nieskutecznie; w tym czasie zmiany na ziemi Crane’a nadal postępują.

## Obsada
- Wil Wheaton - Zack
- Claude Akins - Nathan Crane
- Malcolm Danare - Cyrus Crane
- Cooper Huckabee - Dr. Allen Forbes
- John Schneider - Carl Willis
- Amy Wheaton - Alice
- Steve Carlisle - Charlie Davidson
- Kathleen Jordon Gregory - Frances Crane
- Hope North - Esther Forbes
- Steve Davis - Mike